# Kodinsk
Kodinsk (Кодинск en ruso) es una ciudad siberiana, en el Krai de Krasnoyarsk, en Rusia, a unos 735 km de la capital, del mismo nombre, que es la tercera ciudad más poblada de Siberia. Se encuentra en el entorno de la cuenca del río Angará.

## Historia
El origen de la población es reciente, en 1977, y se produce para la construcción de la central hidroeléctrica de Bogutxanskaia. Anteriormente, en 1930, se había creado a cierta distancia un pequeño pueblo llamado Kodinskaja Saimka, nombre que hacía referencia al cercano río Koda.

## Cultura
La localidad cuenta con un museo etnográfico inaugurado en 1985.